# MS Vale Brasil
El Ore Brasil (antes Vale Brasil) es el mayor buque de transporte a granel en el mundo. Estaba registrado en Singapur y ahora está en Hong Kong. Es de tipo Valemax.
El Ore Brasil es un transportador de mineral de hierro,  tiene una capacidad de 402.347 toneladas peso muerto, fue construido en 2010 por Daewoo Shipbuilding & Marine Engineering Co., Ltd en Corea del Sur para la compañía minera brasileña Vale (antes Vale do Rio Doce). La nave tiene 362 m de eslora, tiene una manga de 65 m, y un calado máximo de 23 metros.
Su motor MAN B&W diésel A/S 7S80ME-C8, con 27,1 MW, tiene una velocidad máxima de 14,8 nudos.